# Carolina Matilda da Dinamarca
Carolina Matilda da Dinamarca (Caroline-Louise Matilde Dagmar Christine Maud Augusta Ingeborg Thyra Adelheid, 27 de abril de 1912 - 12 de dezembro de 1995) era a segunda filha do príncipe Haroldo da Dinamarca e sua esposa princesa Helena Adelaide de Schleswig-Holstein. A princesa recebeu o nome de sua avó materna, a princesa Carolina Matilde de Schleswig-Holstein.
Ela foi a mulher do príncipe herdeiro Canuto, com quem teve três filhos:
- Isabel de Dinamarca (8 de maio de 1935 - 19 de junho de 2018). Não se casou. Sem descendência;
- Ingolf da Dinamarca (17 de fevereiro de 1940 -). Perdeu o seu título de Sua Alteza quando se tornou SE o conde Ingolf de Rosenborg, após casar sem consentimento com Inge Terney. Sem descendência;
- Cristiano da Dinamarca (22 de outubro de 1942 - 21 de maio de 2013). Perdeu o seu título de Sua Alteza quando se tornou SE o conde Cristiano de Rosenborg, após casar sem consentimento com Ana Dorte Maltoft-Nielsen. Com descendência.